# Francis Burchell
Francis Romulus Burchell, né le 25 septembre 1873 à Clifton (Angleterre) et mort le 6 juillet 1947 à Worthing (Angleterre), est un joueur britannique de cricket. 

## Biographie
Francis Burchell participe à l'unique match de cricket aux Jeux olympiques en 1900 à Paris. La Grande-Bretagne bat la France par 158 courses et remporte donc la médaille d'or.